# Microchirurgia

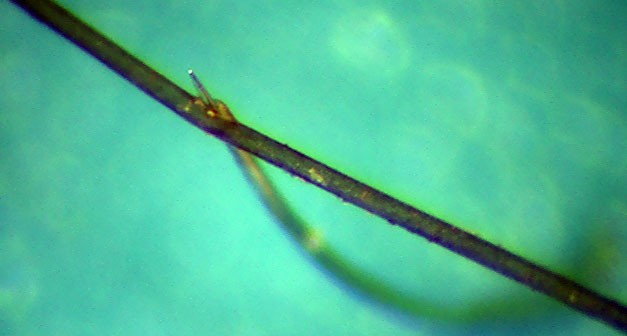
Ago di microchirurgia che passa attraverso un capello

La microchirurgia è la branca della chirurgia che richiede lavoro di altissima precisione su superfici molto ristrette e l'utilizzo di speciali microscopi operatori.
La microchirurgia si applica oggi a diverse discipline mediche, tra cui la neurologia, la cardiologia, l'odontoiatria, l'oftalmologia (oculistica), l'ortopedia, la ginecologia, l'otorinolaringoiatria, la medicina maxillo-facciale, la pediatria, la chirurgia plastica ricostruttiva e la medicina estetica.